# Hufiec ZHP Sopot

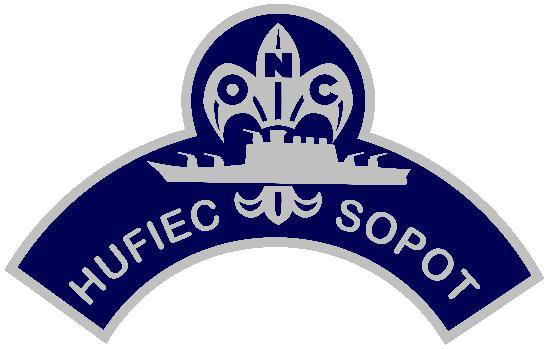
Plakietka Hufca ZHP Sopot

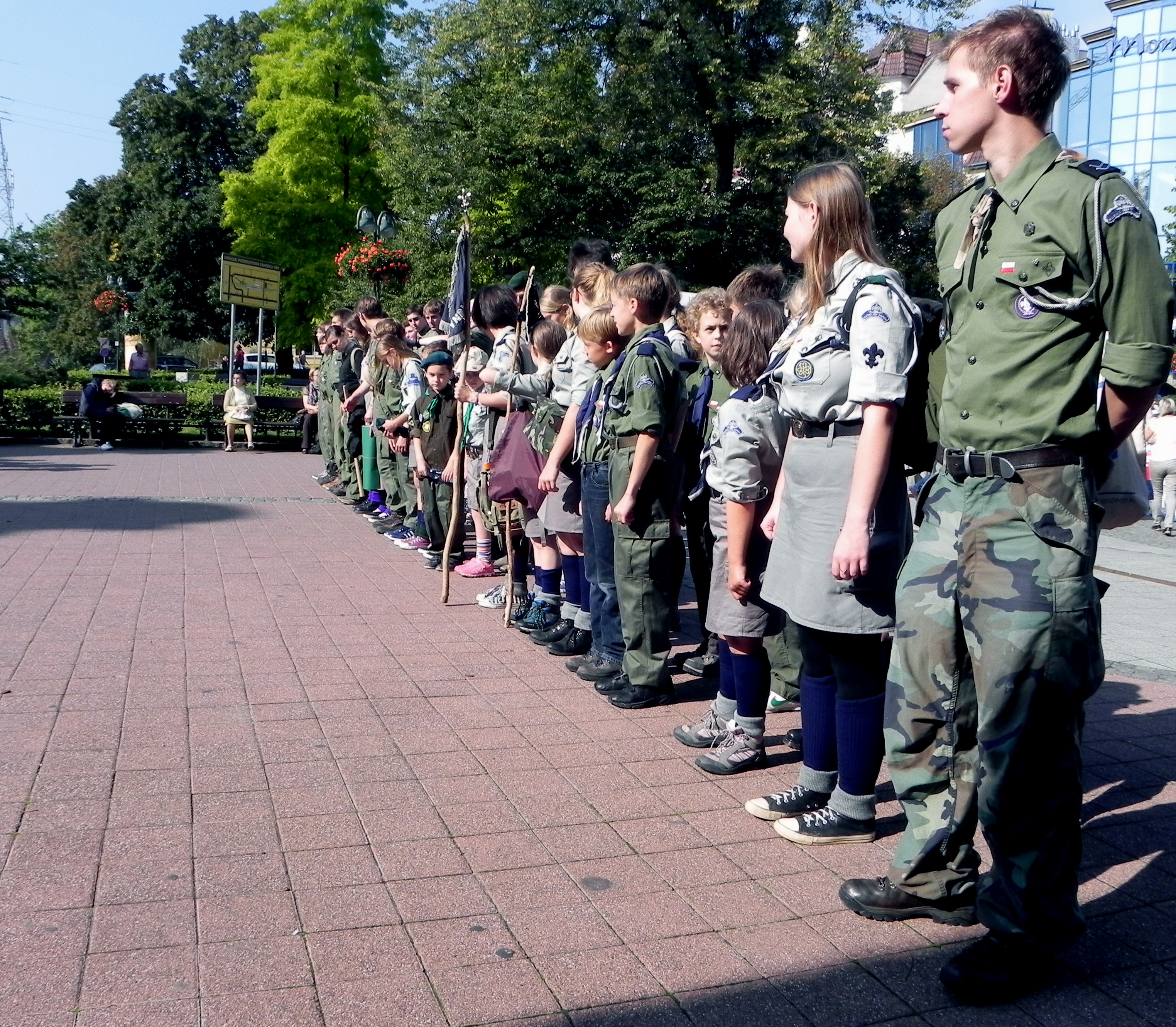
Zbiórka hufca

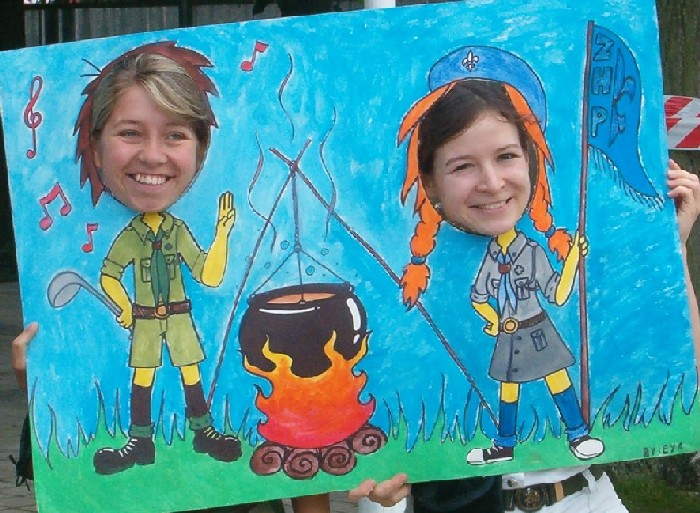
Pamiątkowe zdjęcie

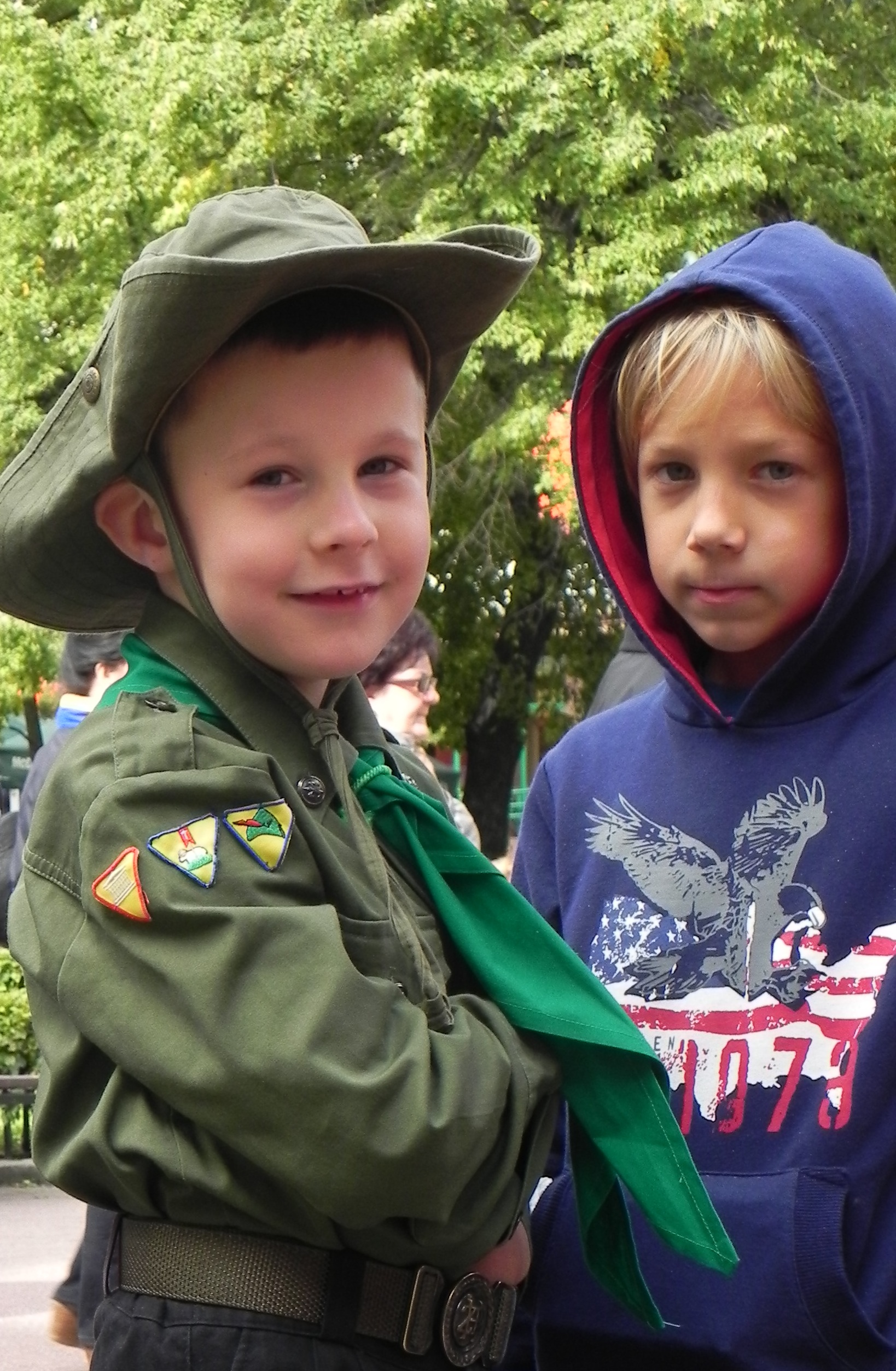
Zuchy

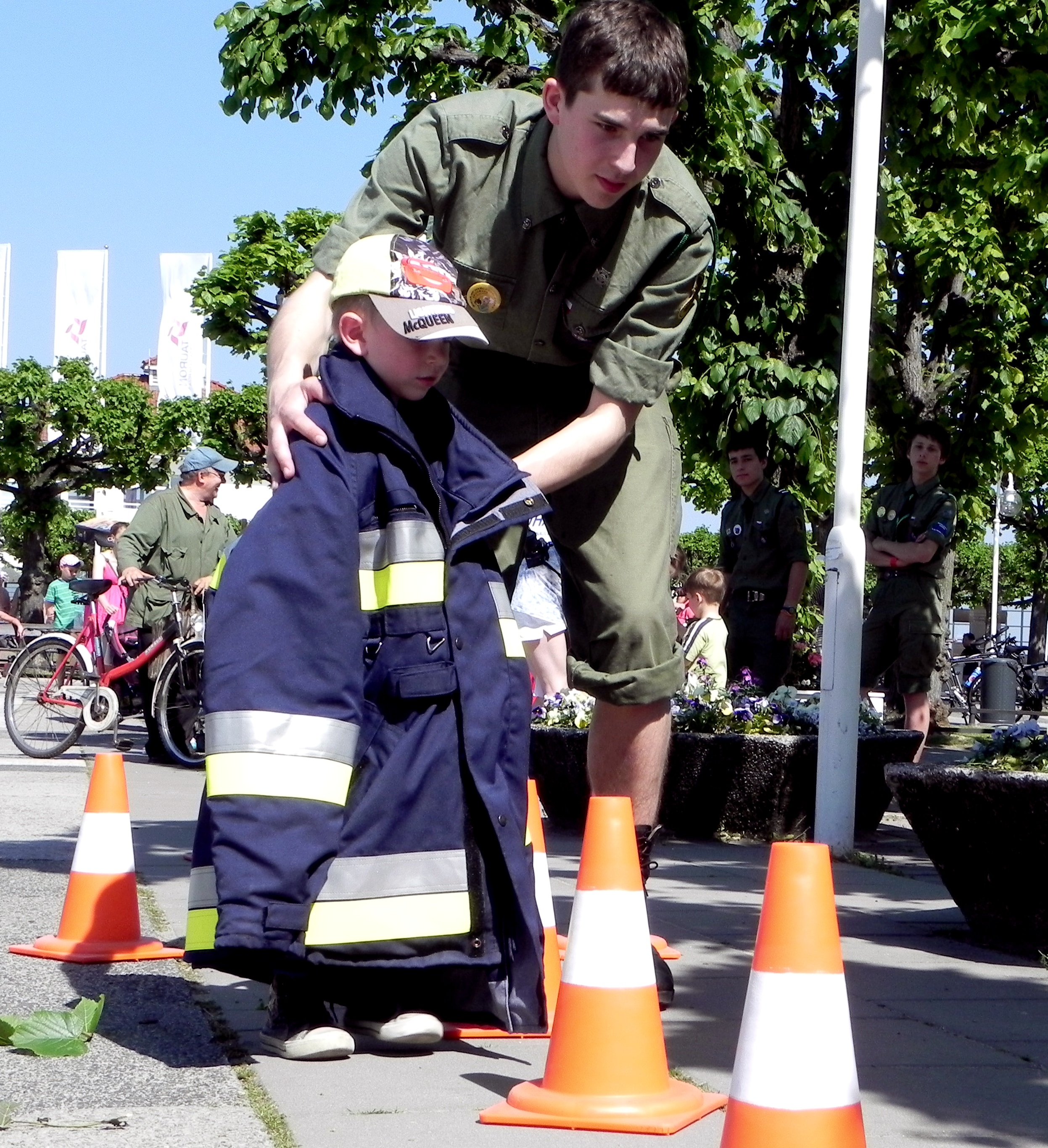
Harcerz pomagający na „torze strażackim”

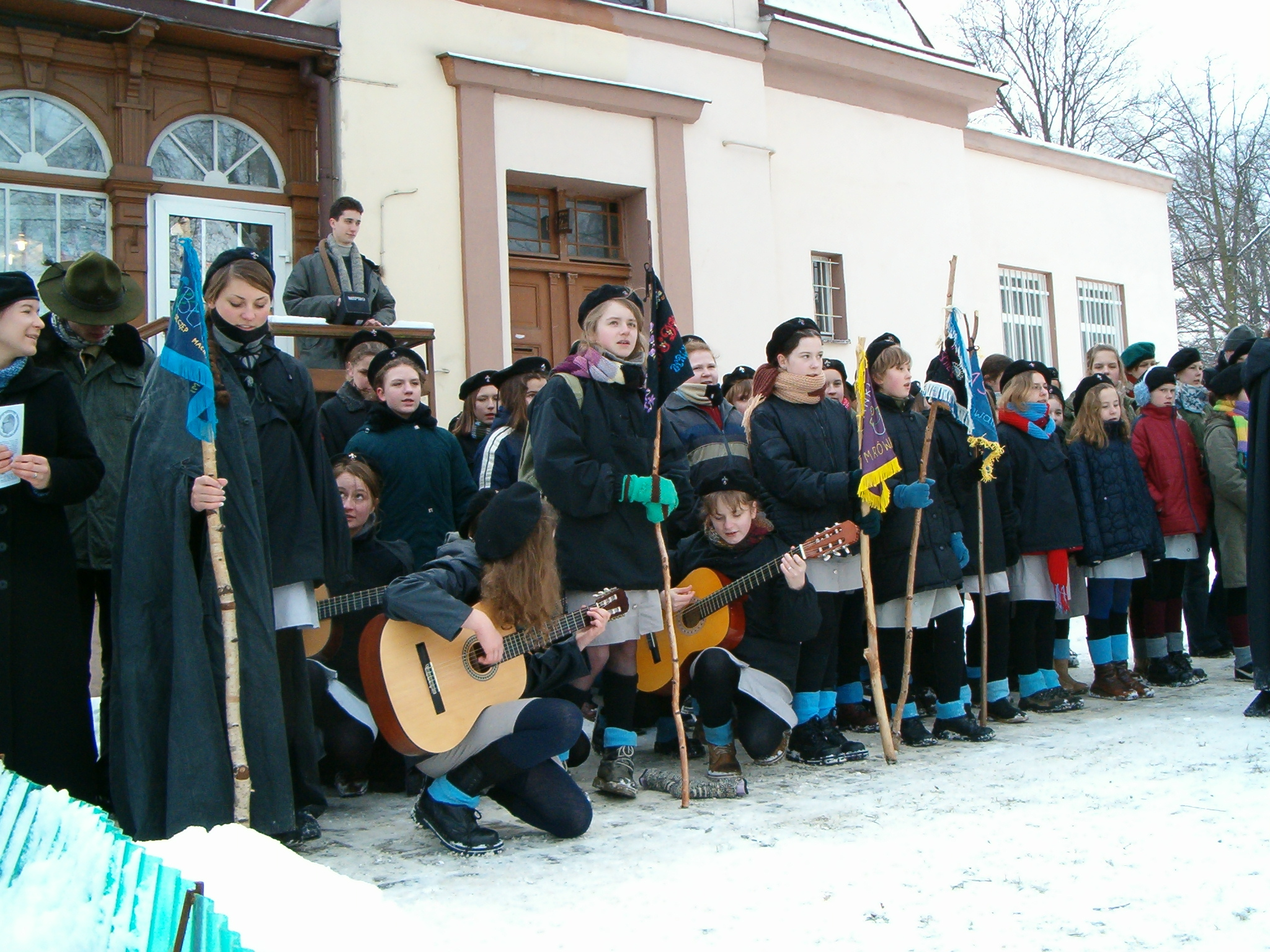
Uroczystość nadania skwerkowi imienia harcmistrza Michała Urbanka (Sopot, 2004)

Hufiec ZHP Sopot im. Marynarki Wojennej – terytorialna wspólnota gromad i drużyn Związku Harcerstwa Polskiego działająca w ramach Chorągwi Gdańskiej ZHP. Swym zasięgiem obejmuje miasto Sopot. Hufiec obecnie zrzesza 3 gromad zuchowych, 7 drużyn i Krąg Instruktorski. Działają w nim 2 kluby specjalnościowe (ratowniczy, artystyczny), Komisja Stopni Instruktorskich, zespoły instruktorskie oraz 4 namiestnictwa. Hufiec prowadzi Scout Hostel, a do grudnia 2021 roku prowadził także Harcerską Bazę Obozową "Leśna Stacja" w Leśnej Hucie. 

## Władze Hufca

### Komenda Hufca
5 listopada 2023 roku Zjazd Zwyczajny Hufca został wybrany nowy skład komendy hufca i komisji rewizyjnej na czteroletnią kadencję:
- phm. Martyna Soszyńska – komendantka hufca
- dh. Józef Rybakowski – skarbnik hufca
- pwd. Aleksander Szczepara - z-ca komendantki hufca ds. organizacji i pracy z kadrą
- pwd. Jan Jankowski - z-ca komendantki hufca ds. rozwoju
- pwd. Oliwia Majda - członkini komendy ds. promocji i wizerunku
- pwd. Karol Kawalerowski - członek komendy ds. programu

### Komisja Rewizyjna
- pwd. Martyna Kubicz – przewodnicząca
- phm. Rebeka Bączyk – zastępczyni
- phm. Martyna Zakrocka - sekretarz

- hm. Lucjan Brudzyński - członek KR
- pwd. Aleksandra Witkowska - członkini KR

## Jednostki harcerskie Hufca ZHP Sopot[2]

### Gromady zuchowe
- 21 Sopocka Gromada Zuchowa „Sfora”
- 69 Sopocka Gromada Zuchowa „Nibylandia” im. Piotrusia Pana
- 143 Sopocka Gromada Zuchowa „Wesołe Tygryski”

### Drużyny harcerskie, starszoharcerskie, wędrownicze i wielopoziomowe
- 5 Sopocka Drużyna Harcerska „Tikal”
- 10 Sopocka Drużyna Harcerska "Na szlaku"
- 13 Sopocka Drużyna Harcerska „Czarna Trzynastka" im. gen. Maczka
- 16 Sopocka Drużyna Harcerska „Ad astra”
- 20 Sopocka Drużyna Wędrownicza „Igni” im. gen. Roberta Baden-Powella
- 31 Sopocka Wielopoziomowa Drużyna Wodna "Ventus"
- 343 Wielopoziomowa Sopocka Drużyna Harcerska „Wapiti”

### Kręgi instruktorskie
- Krąg Instruktorski "Walhalla"

## Historia hufca
Początki harcerstwa w Sopocie datuje się na lata 1920-21. Powstały wówczas w mieście pierwsze samodzielne zastępy harcerskie. Działały one, jak i później powstałe drużyny i gromady, w ramach harcerstwa w Wolnym Mieście Gdańsku. W 1935 roku, gdy tworzono chorągwie w WMG w Sopocie działały: II Drużyna Harcerek, 7 Drużyna Harcerzy, X Drużyna Zuchów, Gromada Wilczków oraz Koło Przyjaciół Harcerstwa. W okresie II wojny światowej sopoccy harcerze uczestniczyli czynnie w obronie ojczyzny, a następnie w konspiracji. W kwietniu 1945 roku powstał sopocki Hufiec Harcerzy (początkowo skupiający również drużyny żeńskie) podległy komendzie Gdańsko-Morskiej Chorągwi Harcerzy z siedzibą w Sopocie. We wrześniu tegoż roku powstał sopocki Hufiec Harcerek. 15 maja 1949 roku w ramach prowadzonej reorganizacji Związku nastąpiło połączenie hufców: Hufca Harcerek i Hufca Harcerzy w jeden Hufiec Harcerstwa. W 1950 roku wszystkie jednostki harcerskie zostały stopniowo zlikwidowane, a z końcem roku ZHP zaprzestał działalności. Odrodzenie sopockich hufców (Hufca Harcerek i Hufca Harcerzy) nastąpiło na początku 1957 roku. Z zimowiska wrócili wówczas pierwsi uczestnicy kursu drużynowych. Już w styczniu odbył się bieg harcerski, na którym stopień młodzika zdobyło 34 sopockich harcerzy. 5 września 1957 roku decyzja Komendy Chorągwi sopockie hufce zostały połączone w Hufiec Harcerstwa w Sopocie, który pod tą nazwą funkcjonował do 1964 roku, a następnie jako Hufiec ZHP. Już w listopadzie 1957 roku powołano do życia pierwsze dwa szczepy harcerskie. Z czasem szczepy działały praktycznie przy wszystkich sopockich szkołach. Liczebność hufca dwukrotnie przekroczyła stan 3 tysięcy członków, w 1968 oraz 1977 roku.
Sopocki hufiec dwukrotnie otrzymał sztandar. Pierwszy w 1959 roku, drugi wraz z nadaniem imienia Marynarki Wojennej w 1971 roku. Po 1980 roku stopniowo spadał stan liczebny hufca, ale jednocześnie podnosiła się jakość działania. Harcerze uczestniczyli w wielu akcjach, m.in. Alertach Naczelnika ZHP, operacji 1001 – Frombork, Harcerskiej Służbie Ziemi Gdańskiej, operacji Bieszczady – 40, Białej Służbie. Hufiec był organizatorem lub współorganizatorem: Rajdów Pomorskich, Rajdu Rodło, Rajdu z Mikołajem, Manewrów Techniczno-Obronnych.

## Hufcowe i hufcowi
- Władysław Schreier 1945-1946
- Maria Zürn 1945-1946
- Wacław Zacharski 1946-1947
- Janina Bemówna 1947-1948
- Eugeniusz Mera 1947-1949
- Bożena Domańska 1948-1949
- Marian Błoński 1949-1950
- Jadwiga Matulewicz 1957
- Benon Subkowski 1957
- Wiktor Pawłowski 1957-1958
- Anna Helt 1958-1959
- Włodzimierz Mikuć 1959-1963
- Antoni Śmiejan 1963-1964
- Joanna Tomasiewicz 1964-1967
- Stanisław Pękala 1967-1969
- Krystyna Gwarek 1969-1970
- Kazimierz Sokołowski 1970-1971
- Jerzy Jedliński 1971-1974
- Eugenia Firkowicz 1974
- Anna Kowalska 1974
- Zdzisława Rutkowska 1975-1977
- Jerzy Jedliński 1977-1982
- Maria Poćwiardowska 1982-1984
- Zdzisława Barcińska 1985-1987
- Krystyna Konopczyńska 1988-1989
- Piotr Konracki 1989-1990
- Lech Dzierżanowski 1990
- Andrzej Jażdżewski 1990-1995
- Jerzy Aleksandrowicz 1995-1999
- Przemysław Marchlewicz 1999-2003
- Lucjan Brudzyński 2003-2007
- Joanna Brzezicka 2007-2011
- Marta Bednarska 2011-2015
- Jakub Starostka 2015-2019
- Patrycja Misiołek 2019-2021
- Paulina Kwiatkowska 2021-2023
- Martyna Soszyńska 2023-

## Znani sopoccy harcerze
- Jacek Karnowski – b. prezydent Sopotu, poseł
- Ryszard Ronczewski – aktor
- Józef Golec – pedagog, kronikarz Sopotu, autor ex-librisów
- Janusz Christa – autor komiksów
- Zbigniew Kosycarz – fotoreporter
- Olga Krzyżanowska – b. wicemarszałek sejmu RP
- Leszek Moczulski – b. poseł, lider KPN
- Ryszard Zieniawa – b. wiceminister sportu
- Bogdan Borusewicz – b. marszałek senatu RP

## Wyróżnienia
- Sopockie Serce – nagroda Prezydenta Sopotu dla najaktywniejszej organizacji pozarządowej (2015 oraz 2020)

## Harcerskie miejsca pamięci w Sopocie
- tablica pamiątkowa na kamienicy przy ul. Haffnera 52 poświęcona hm. Michałowi Urbankowi
- obelisk z medalionem harcmistrza Michała Urbanka na skwerze Michała Urbanka
- tablice ku czci sopockich harcerzy Tadeusza i Kazimierza Milewskich na Kwaterze Armii Krajowej (Cmentarz Komunalny)